# Jannya nigriceps
Jannya nigriceps är en stekelart som beskrevs av Van Achterberg 1995. Jannya nigriceps ingår i släktet Jannya och familjen bracksteklar. Inga underarter finns listade i Catalogue of Life.